# Novakovec (żupania varażdińska)
Novakovec – wieś w Chorwacji, w żupanii varażdińskiej, w gminie Jalžabet. W 2011 roku liczyła 456 mieszkańców.